# Hedvika Velemínská
Hedvika Velemínská (31. prosince 1884 Pacov – koncentrační tábor Ujazdów 1942) byla česká židovská překladatelka z němčiny a angličtiny.

## Životopis
Narodila se do židovské rodiny Hynka Aschera a Anny roz. Lustigové. Měla sestru Luisu. Byla provdaná za odborového radu ministerstva školství PhDr. Karla Velemínského (1880–1934), spolu měli dceru učitelku Věru (1909).
Hedvika absolvovala pět tříd obecné školy a tři třídy "Hlavní školy". Působila jako překladatelka z němčiny a angličtiny. V Praze XII bydlela na adrese Mánesova 65. Už jako vdova byla i s dcerou 30. 6. 1942 odeslána transportem do koncentračního tábora Ujazdów, kde obě zahynuly.

## Dílo

### Překlady
- Neopovrhuj smrtí – Julius Traun; úvod František Sekanina; in: 1000 nejkrásnějších novel... č. 27. Praha: J. R. Vilímek, 1912
- Osm tváří na jezeře bivském. Milostné příběhy japonské – Max Dauthendey. Praha: František Jiroušek, 1918[7]
- Tři stupně Oberlinovy – Jacob Wassermann. Praha: Aventinum, 1924[8]
- Zlato z Caxamalky a jiné povídky – J. Wassermann. Praha: Václav Petr, 1927
- Děvče mezi námořníky – J. Lowellová; ilustroval Otakar Fuchs. Praha: Orbis, 1930
- Kašpar Hauser, čili, Chabé srdce: román – J. Wassermann. Praha: Družstevní práce, 1934

### Překlad do němčiny
- Rudolfinerhaus – J. S. Machar. Wien; Leipzig: Nestroy-Verlag, 1920